# Ögon (film)
Ögon (engelska: Eyes of Laura Mars) är en amerikansk thrillerfilm från 1978 i regi av Irvin Kershner, med manus av John Carpenter och David Zelag Goodman. Huvudrollerna spelas av Faye Dunaway och Tommy Lee Jones.

## Rollista
- Faye Dunaway – Laura Mars
- Tommy Lee Jones – Lieutenant John Neville
- Brad Dourif – Tommy Ludlow
- René Auberjonois – Donald Phelps
- Raúl Juliá – Michael Reisler
- Frank Adonis – Sal Volpe
- Lisa Taylor – Michelle
- Darlanne Fluegel – Lulu
- Rose Gregorio – Elaine Cassel
- Bill Boggs – Sig själv
- Steve Marachuk – Robert
- Meg Mundy – Doris Spenser
- Marilyn Meyers – Sheila Weissman